# Sakina Jaffrey
Sakina Jaffrey (punjabi: ਸਕੀਨਾ ਜਾਫ਼ਰੀ, hindi: सकीना जाफ़री) (New York, 14 febbraio 1962) è un'attrice statunitense di origini indiane.

## Biografia
Jaffrey è nata a Manhattan ed è la figlia più giovane di Madhur Jaffrey e Saeed Jaffrey. Si è laureata al Vassar College nel 1984. Jaffrey appare con suo padre nel film Masala (1991) e con la madre ne Il delitto perfetto (1988). Nel 2002 è apparsa in The Truth About Charlie interpretato da Mark Wahlberg. Con suo figlio Cassius Wilkinson e sua figlia Jamila Wilkinson, ha recitato nei film Quando meno te lo aspetti (2004) e in The Ode (2008) con Kate Hudson. Attualmente interpreta Linda Vasquez, Capo dello Staff della Casa Bianca, nella serie televisiva House of Cards della Netflix. Dal 2016 interpreta Denise Christopher nella serie TV Timeless

## Filmografia

### Cinema
- Schiavi di New York (Slaves of New York), regia di James Ivory (1989)
- La chiave magica (The Indian in the Cupboard), regia di Frank Oz (1995)
- Daylight - Trappola nel tunnel (Daylight), regia di Rob Cohen (1996)
- Cotton Mary, regia di Ismail Merchant (1999)
- Chutney Popcorn, regia di Nisha Ganatra (1999)
- The Mystic Masseur, regia di Ismail Merchant (2001)
- Il guru (The Guru), regia di Daisy von Scherler Mayer (2002)
- The Truth About Charlie, regia di Jonathan Demme (2002)
- Quando meno te lo aspetti (Raising Helen), regia di Garry Marshall
- The Manchurian Candidate, regia di Jonathan Demme (2004)
- Where God Left His Shoes, regia di Salvatore Stabile (2007)
- Il diario di una tata (The Nanny Diaries), regia di Shari Springer Berman e Robert Pulcini (2007)
- Onora il padre e la madre (Before the Devil Knows You're Dead), regia di Sidney Lumet (2007)
- Certamente, forse (Definitely, Maybe), regia di Adam Brooks (2008)
- The Understudy, regia di David Conolly (2008)
- The Ode, regia di Nilanjan Neil Lahiri (2008)
- Breakaway, regia di Robert Lieberman (2011)
- Claire in Motion, regia di Annie J. Howell e Lisa Robinson (2016)
- The Meyerowitz Stories, regia di Noah Baumbach (2017)
- Red Sparrow, regia di Francis Lawrence (2018)
- The Equalizer 2 - Senza perdono (The Equalizer 2), regia di Antoine Fuqua (2018)
- Dark Was the Night, regia di Joshua Leonard (2018)
- E poi c'è Katherine (Late Night), regia di Nisha Ganatra (2019)
- Ti odio, anzi no ti amo (The Hating Game), regia di Peter Hutchings (2021)

### Televisione
- Law & Order - I due volti della giustizia (Law & Order) – serie TV, episodi 11x01, 14x23 (2000, 2004)
- Squadra emergenza (Third Watch) – serie TV, 16 episodi (2003-2005)
- Sex and the City – serie TV, episodio 6x18 (2004)
- Heroes – serie TV, 2 episodi (2006)
- Law & Order - Unità vittime speciali (Law & Order: Special Victims Unit) – serie TV, episodio 8x12 (2007)
- Blue Bloods – serie TV, episodio 2x08 (2011)
- Girls – serie TV, episodio 1x02 (2012)
- House of Cards - Gli intrighi del potere (House of Cards) – serie TV, 19 episodi (2013-2018)
- Sleepy Hollow – serie TV, 5 episodi (2014-2015)
- Madam Secretary – serie TV, 2 episodi (2014, 2018)
- Mr. Robot – serie TV, 7 episodi (2015-2017)
- The Mindy Project – serie TV, 6 episodi (2015-2016)
- Blindspot – serie TV, episodio 1x11 (2016)
- Timeless – serie TV, 26 episodi (2016-2018)
- Homeland - Caccia alla spia (Homeland) – serie TV, 3 episodi (2018)
- Timeless: The Movie (The Miracle of Christmas), regia di John Showalter – film TV (2018)
- American Gods – serie TV, 4 episodi (2019)
- Lost in Space – serie TV, 5 episodi (2019)
- In difesa di Jacob (Defending Jacob) – miniserie TV, 8 puntate (2020)
- Billions – serie TV, 20 episodi (2022-2023)

## Doppiatrici italiane
Nelle versioni in italiano delle opere in cui ha recitato, Sakina Jaffrey è stata doppiata da:
- Tiziana Avarista in House of Cards - Gli intrighi del potere, Timeless, The Meyerowitz Stories, Homeland - Caccia alla spia, Red Sparrow, The Equalizer 2 - Senza perdono, Timeless: The Movie, Billions
- Silvia Tognoloni ne La chiave magica
- Monica Migliori ne Il diario di una tata
- Liliana Sorrentino in Heroes
- Patrizia Burul in Blindspot
- Laura Boccanera in Lost in Space
- Doriana Chierici in Little Voice
- Monica Ward in Snowpiercer

Da doppiatrice è sostituita da:
- Cinzia De Carolis in Soul